# Milton Benítez
Milton Rodrigo Benítez Lirio (Pedro Juan Caballero, 30 marzo 1986) è un ex calciatore paraguaiano, di ruolo centrocampista.